# Billy Vessels
Billy Vessels (Cleveland, 22 marzo 1931 – Coral Gables, 17 novembre 2001) è stato un giocatore di football americano statunitense che ha giocato nel ruolo di halfback nella Canadian Football League (CFL) e nella National Football League (NFL). Al college giocò a football all'Università dell'Oklahoma vincendo l'Heisman Trophy, il massimo riconoscimento individuale a livello universitario.

## Carriera
Vessels fu scelto dai Baltimore Colts come secondo assoluto nel Draft NFL 1953 ma preferì firmare per gli Edmonton Eskimos della Western Interprovincial Football Union (la futura CFL). Nel corso della sua stagione da rookie, Vessels guidò la lega con 926 yard corse e segnò 8 touchdown su corsa. Inoltre ricevette 20 passaggi per 310 yard e un altro touchdown. Per queste prestazioni fu il primo giocatore della storia a venire premiato come MVP della CFL. Vessels giocò una sola stagione in Canada. Nel 1956 si unì ai Baltimore Colts, con cui giocò una sola stagione a causa di un infortunio alla gamba che pose fine anzitempo alla sua carriera.

## Palmarès
- Heisman Trophy - 1952
- MVP della CFL - 1953
- College Football Hall of Fame

## Statistiche
NFL
| Partite totali | 12  |
| Yard corse     | 215 |
| Touchdown      | 3   |